# Chorizanthe frankenioides
Chorizanthe frankenioides är en slideväxtart som beskrevs av Esprit Alexandre Remy. Chorizanthe frankenioides ingår i släktet Chorizanthe och familjen slideväxter. Inga underarter finns listade i Catalogue of Life.